# Johan II av Kastilien
Johan II av Kastilien, född 1405, död 1454, var regent av Kastilien från 1406.
Han var son till Henrik III av Kastilien och Katarina av Lancaster, och sonson till Johan I av Kastilien. Till 1412 regerade hans farbror Ferdinand, som detta år blev Aragoniens konung. Johan II:s eget styre utmärktes av flera framgångsrika krig mot morerna i emiratet av Granada samt mot Aragonien och Navarra, som stödde motståndet mot hans gunstling Alvaro de Luna.
I sitt första äktenskap med Maria av Aragonien föddes sonen Henrik IV av Kastilien, i hans andra äktenskap med Isabella av Portugal föddes dottern Isabella I av Kastilien och sonen Alfonso (född 1453, död 1468).